# Hedda Hopper

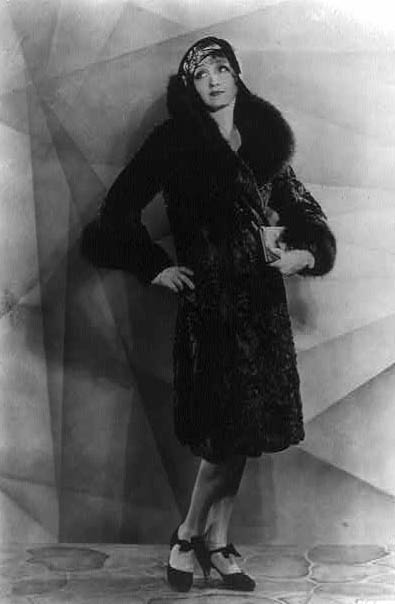
Hedda Hopper (1929)

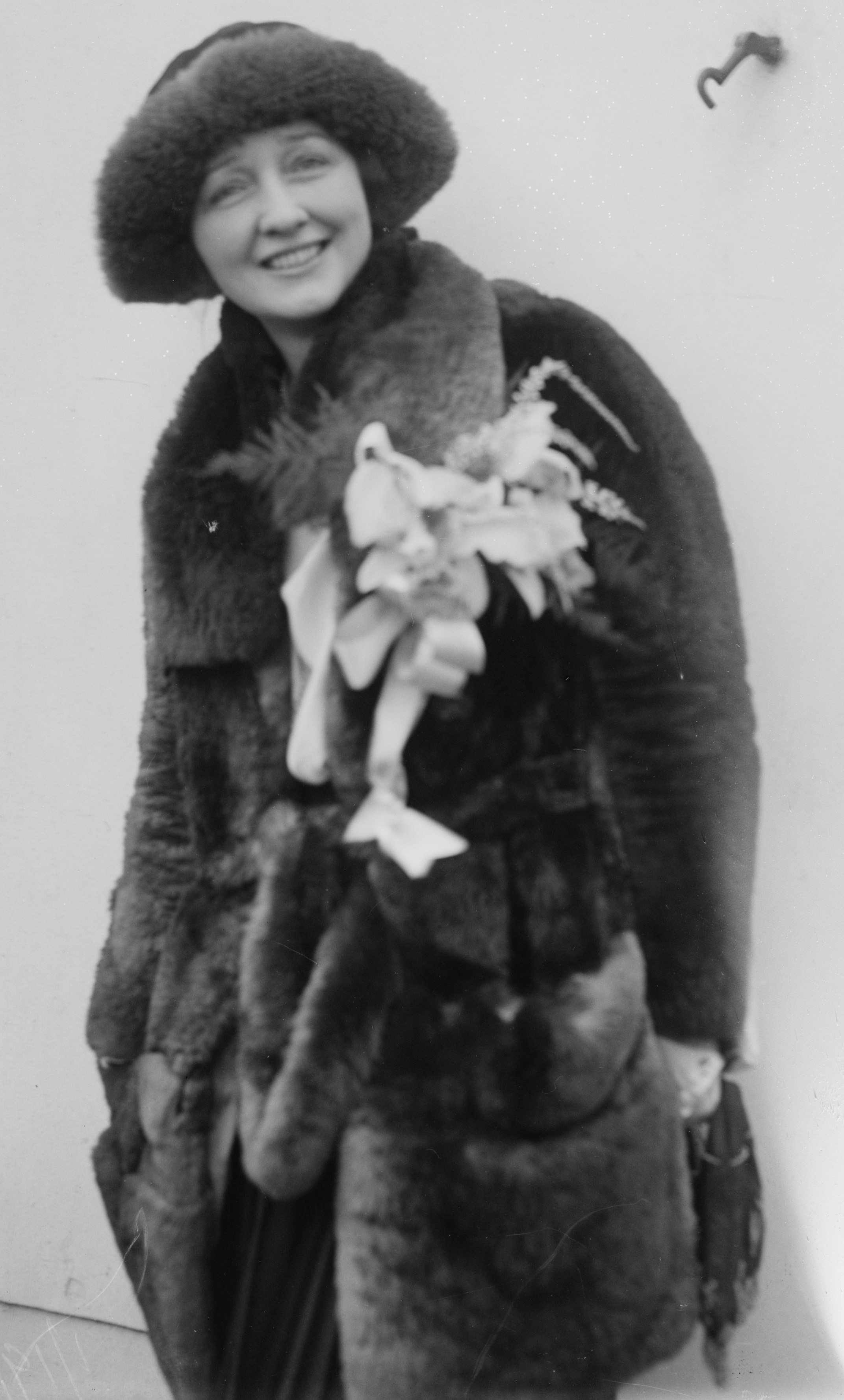
Hedda Hopper (frühe 1920er-Jahre)

Hedda Hopper, geborene Elda Furry (* 2. Mai 1885 in Hollidaysburg, Pennsylvania; † 1. Februar 1966 in Los Angeles, Kalifornien), war eine US-amerikanische Schauspielerin, die ab den 1930er-Jahren zu einer bekannten und einflussreichen Gesellschaftskolumnistin in Hollywood wurde.

## Leben
Hedda Furry wurde als Tochter eines Fleischers in Pennsylvania geboren. Bereits in jungen Jahren kam sie nach New York, wo sie mit eher bescheidenem Erfolg am Broadway arbeitete. Von 1913 bis zu ihrer Scheidung 1922 war sie mit dem Theaterschauspieler DeWolf Hopper verheiratet. Der 1915 geborene Schauspieler William Hopper, bekannt als Darsteller aus der Fernsehserie Perry Mason, war der Sohn Hoppers. Nach der Scheidung von ihrem Ehemann, dessen Nachnamen sie allerdings behielt, zog sie mit ihrem Sohn nach Hollywood. In den 1920er- und 1930er-Jahren arbeitete Hedda Hopper zunächst als Nebendarstellerin in Filmen, so in Alice Adams mit Katharine Hepburn und Wie Du mich wünschst mit Greta Garbo. Häufig war sie in ihren Filmen auf die Rolle der angesehenen High-Society-Dame festgelegt, als Hauptdarstellerin konnte sie sich aber nicht durchsetzen. 
Unzufrieden mit dem Verlauf ihrer Karriere, entschied sich Hopper 1936 zum Wechsel in das journalistische Fach.  Hopper etablierte sich neben ihrer Konkurrentin Louella Parsons als eine  führende Gesellschaftskolumnistin des Landes. Aus Hollywood berichtete sie über viele Jahre für ein breites Publikum in Zeitungen, Kurzfilm-Reportagen sowie ab 1939 in ihrer populären Radiosendung The Hedda Hopper Show. Sie trat anschließend noch gelegentlich als Filmschauspielerin auf, in den Endszenen von Billy Wilders Boulevard der Dämmerung spielte Hopper sich selbst in einem Gastauftritt.
Hedda Hopper war bekannt für ihre teilweise extravaganten Hüte und ihre jahrelangen, in der Öffentlichkeit ausgetragenen Streitereien mit Elsa Maxwell, Schauspielerin Constance Bennett und ihrer Konkurrentin Louella Parsons. Sie war nicht zimperlich, wenn es darum ging, ihr missliebige Personen zu diskreditieren. Eine bevorzugte Zielscheibe von ihr war Orson Welles und vor allem dessen Film Citizen Kane, den sie im Auftrag von William Randolph Hearst, für dessen Zeitschriften sie teilweise exklusive Kolumnen schrieb, heftig angriff. Während der McCarthy-Ära soll Hopper zahlreiche Schauspieler sogenannter „unamerikanischer Umtriebe“ bezichtigt haben, so gehörte etwa der als Kommunist verdächtigte Charlie Chaplin zu den Lieblingsopfern ihrer Kolumnen. Hedda Hopper war Mitglied der Republikaner. Nicht wenige Quellen behaupten, sie habe dem damaligen FBI-Chef J. Edgar Hoover Informationen zugespielt. Hopper nahm für sich in Anspruch, Claudette Colbert 1944 zu der Hauptrolle Als du Abschied nahmst überzeugt zu haben. In seiner Autobiografie schrieb David Niven, dass schon eine Kritik von Hopper in ihrer Kolumne die Karriere eines Schauspielers ins Wanken hätte bringen können. Obwohl sie durchaus eine bedeutende Stellung in Hollywood hatte, darf ihr tatsächlicher Einfluss, wie auch der ihrer Kollegen, insgesamt nicht überschätzt werden. Die Studios schützten ihre Stars vor der Veröffentlichung wirklich brisanter Enthüllungen.
Die meisten Geschichten von Hopper drehten sich um Modefragen sowie mehr oder weniger erfundene Romanzen. Als Hopper einmal über eine angebliche Liebesgeschichte zwischen Joseph Cotten und Deanna Durbin schrieb, begegnete sie Cotten abends auf einer Dinnerparty, woraufhin dieser ihr einen Tritt versetzte. Mit einigen Hollywood-Stars wie Joan Crawford war Hopper jedoch auch gut bekannt, sodass sie ihr viele 'exklusive' Geschichten zuspielten. Gegen Ende der 1940er-Jahre begann ihr Einfluss zu schwinden. Ein neuer, sehr viel aggressiverer Journalismus, wie ihn das Magazin 'Confidential' verkörperte, verdrängte rasch die herkömmlichen medisanten, aber meist inhaltsarmen Geschichten aus Hollywood. Dennoch blieb sie eine bekannte Persönlichkeit und verfasste bis zu ihrem Tod regelmäßig Artikel. 
1966 verstarb Hedda Hopper im Alter von 80 Jahren an einer Lungenentzündung.

## Filmografie (Auswahl)
- 1916: The Battle of Hearts
- 1922: Sherlock Holmes
- 1924: Der Garten der Sünde (Sinners in Silk)
- 1925: Zander the Great
- 1926: Der verheiratete Junggeselle (Dance Madness)
- 1926: Don Juan
- 1927: Wings
- 1927: Frauenheld wider Willen (The Drop Kick)
- 1927: Die Venus von Venedig (Venus of Venice)
- 1929: The Last of Mrs. Cheyney
- 1930: Our Blushing Brides
- 1930: Holiday
- 1930: Let Us Be Gay
- 1931: Herz am Scheideweg (The Easiest Way)
- 1931: The Common Law
- 1932: Der schöne Karl (Downstairs)
- 1932: Wie Du mich wünschst (As You Desire Me)
- 1932: Der Theaterprofessor (Speak Easily)
- 1933: Liebeslied der Wüste (The Barbarian)
- 1933: Herz zu verschenken (Beauty for Sale)
- 1935: Alice Adams
- 1935: Wo die Liebe hinfällt (I Live My Life)
- 1936: Draculas Tochter (Dracula's Daughter)
- 1937: Topper – Das blonde Gespenst (Topper)
- 1937: Denen ist nichts heilig (Nothing Sacred)
- 1937: Künstlerball (Artists & Models)
- 1937: Für Sie, Madame … (Vogues of 1937)
- 1939: Die Frauen (The Women)
- 1939: Enthüllung um Mitternacht (Midnight)
- 1941: I Wanted Wings
- 1942: Piraten im karibischen Meer (Reap the Wild Wind)
- 1950: Boulevard der Dämmerung (Sunset Boulevard)
- 1960: Pepe – Was kann die Welt schon kosten (Pepe)
- 1964: Die Heulboje (The Patsy)
- 1966: … denn keiner ist ohne Schuld (The Oscar)

## Darstellung in der Kunst und Popkultur
Hedda Hopper wurde im Laufe der Jahre von verschiedenen Schauspielerinnen im Film dargestellt:
- 1985 von Jane Alexander in dem Fernsehfilm Verrücktes Hollywood (Malice in Wonderland). Elizabeth Taylor, die selbst oft unter den Klatschreporterinnen von Hollywood zu leiden hatte, verkörperte Hoppers Rivalin Louella Parsons.
- 1995 von Katherine Helmond in dem Fernsehfilm Liz: The Elizabeth Taylor Story.
- 2001 von Joanne Linville in dem Fernsehfilm James Dean.
- 2015 von Helen Mirren in Trumbo.
- 2017 von Judy Davis in Feud.

2002 wurde Hopper durch Ingrid van Bergen in dem WDR-Radioballett Der Mann im Mond von Evelyn Dörr dargestellt, wo Hedda Hopper im Zusammenhang mit Charlie Chaplins Lebensgeschichte satirisch porträtiert wird. Das Radioballett erschien 2008 auch in einer Bühnenfassung für Akustische Bühne.